# 岱海林场
岱海林场，是中国内蒙古自治区乌兰察布市凉城县下辖的一个类似乡级单位。

## 行政区划
岱海林场共辖以下地区：
岱海林场虚拟生活区。